# Список прем'єр-міністрів Боснії і Герцеговини
Голова Ради міністрів Боснії і Герцеговини — глава уряду Боснії і Герцеговини.
Голова Ради міністрів призначається Палатою представників за поданням Президії Боснії і Герцеговини. Прем'єр-міністр призначає решту членів кабінету (міністрів).

## Список голів урядів Боснії і Герцеговини

### Прем'єр-міністри Боснії і Герцеговини (1945—1953)
| № | Фото | Ім'я (роки життя)             | Час на посаді  | Час на посаді | Партія              |
| - | ---- | ----------------------------- | -------------- | ------------- | ------------------- |
| 1 |      | Родолюб Чолакович (1900—1983) | 27 квітня 1945 | вересень 1948 | Комуністична партія |
| 2 |      | Джуро Пуцар (1899—1979)       | вересень 1948  | березень 1953 | Комуністична партія |

### Голови Виконавчої ради Боснії і Герцеговини (1953–1992)
| №  | Фото | Ім'я (Роки життя)             | Час на посаді  | Час на посаді  | Партія              |
| -- | ---- | ----------------------------- | -------------- | -------------- | ------------------- |
| 2  |      | Джуро Пуцар (1899–1979)       | березень 1953  | грудень 1953   | Комуністична партія |
| 3  |      | Авдо Гумо (1914–1983)         | грудень 1953   | 1956           | Комуністична партія |
| 4  |      | Осман Карабегович (1911–1996) | 1956           | 1963           | Комуністична партія |
| 5  |      | Гасан Бркич (1913–1965)       | 1963           | 1965           | Комуністична партія |
| 6  |      | Руді Колак (1918–2004)        | 1965           | 1967           | Комуністична партія |
| 7  |      | Бранко Мікулич (1928–1994)    | 1967           | 1969           | Комуністична партія |
| 8  |      | Драгутін Косовац (нар. 1924)  | 1969           | квітень 1974   | Комуністична партія |
| 9  |      | Міланко Реновіца (нар. 1928)  | квітень 1974   | 28 квітня 1982 | Комуністична партія |
| 10 |      | Сеїд Маглайлія (нар. 1940)    | 28 квітня 1982 | 28 квітня 1984 | Комуністична партія |
| 11 |      | Гойко Убіпаріп (1927–2000)    | 28 квітня 1984 | квітень 1986   | Комуністична партія |
| 12 |      | Йосип Ловренович (нар. 1929)  | квітень 1986   | квітень 1988   | Комуністична партія |
| 13 |      | Марко Кераніч                 | квітень 1988   | 20 грудня 1990 | Комуністична партія |
| 14 |      | Юре Пеліван (нар. 1928)       | 20 грудня 1990 | 3 березня 1992 | ХДС                 |

### Прем'єр-міністри Республіки Боснія і Герцеговина (1992–1997)
| № | Фото | Ім'я (Роки життя)           | Національність | Час на посаді    | Час на посаді    | Партія       |
| - | ---- | --------------------------- | -------------- | ---------------- | ---------------- | ------------ |
| 1 |      | Юре Пеліван (нар. 1928)     | Хорват         | 3 березня 1992   | 9 листопада 1992 | ХДС          |
| 2 |      | Міле Акмаджич (нар. 1938)   | Хорват         | 9 листопада 1992 | 25 жовтня 1993   | ХДС          |
| 3 |      | Харіс Сілайджич (нар. 1945) | Бошняк         | 25 жовтня 1993   | 30 січня 1996    | ПДД          |
| 4 |      | Гасан Муратович (нар. 1940) | Бошняк         | 30 січня 1996    | 3 січня 1997     | Безпартійний |

### Голови Ради міністрів Боснії і Герцеговини (з 1997)
| №  | Фото | Ім'я (Роки життя)               | Національність | Час на посаді   | Час на посаді   | Партія                     |
| -- | ---- | ------------------------------- | -------------- | --------------- | --------------- | -------------------------- |
| 5  |      | Харіс Сілайджич (нар. 1945)     | Босняк         | 3 січня 1997    | 3 лютого 1999   | За Боснію і Герцеговину    |
| 6  |      | Боро Бошич (нар. 1950)          | Серб           | 3 січня 1997    | 3 лютого 1999   | СДП                        |
| 7  |      | Харіс Сілайджич (нар. 1945)     | Босняк         | 3 лютого 1999   | 6 червня 2000   | За Боснію і Герцеговину    |
| 8  |      | Светозар Михайлович (нар. 1949) | Серб           | 3 лютого 1999   | 6 червня 2000   | Соціалістична партія       |
| 9  |      | Спасоє Тушевляк (нар. 1952)     | Серб           | 6 червня 2000   | 18 жовтня 2000  | Безпартійний               |
| 10 |      | Мартін Рагуж (нар. 1958)        | Хорват         | 18 жовтня 2000  | 22 лютого 2001  | ХДС                        |
| 11 |      | Божидар Матич (нар. 1937)       | Хорват         | 22 лютого 2001  | 18 липня 2001   | Соціал-демократична партія |
| 12 |      | Златко Лагумджія (нар. 1955)    | Босняк         | 18 липня 2001   | 15 березня 2002 | Соціал-демократична партія |
| 13 |      | Драган Мікеревич (нар. 1955)    | Серб           | 15 березня 2002 | 23 грудня 2002  | ПДП                        |
| 14 |      | Аднан Терзич (нар. 1960)        | Босняк         | 23 грудня 2002  | 11 січня 2007   | ПДД                        |
| 15 |      | Нікола Шпірич (нар. 1956)       | Серб           | 11 січня 2007   | 12 січня 2012   | СНСД                       |
| 16 |      | Вєкослав Беванда (нар. 1956)    | Хорват         | 12 січня 2012   | 31 березня 2015 | ХДС                        |
| 17 |      | Деніс Звіздич (нар. 1964)       | Босняк         | 31 березня 2015 | 23 грудня 2019  | ПДД                        |
| 18 |      | Зоран Тегелтія (нар. 1961)      | Серб           | 23 грудня 2019  | 25 січня 2023   | СНСД                       |
| 19 |      | Боряна Кришто (нар. 1961)       | Хорватка       | 25 січня 2023   | чинна           | ХДС                        |